# Dewan Bahasa dan Pustaka Brunei

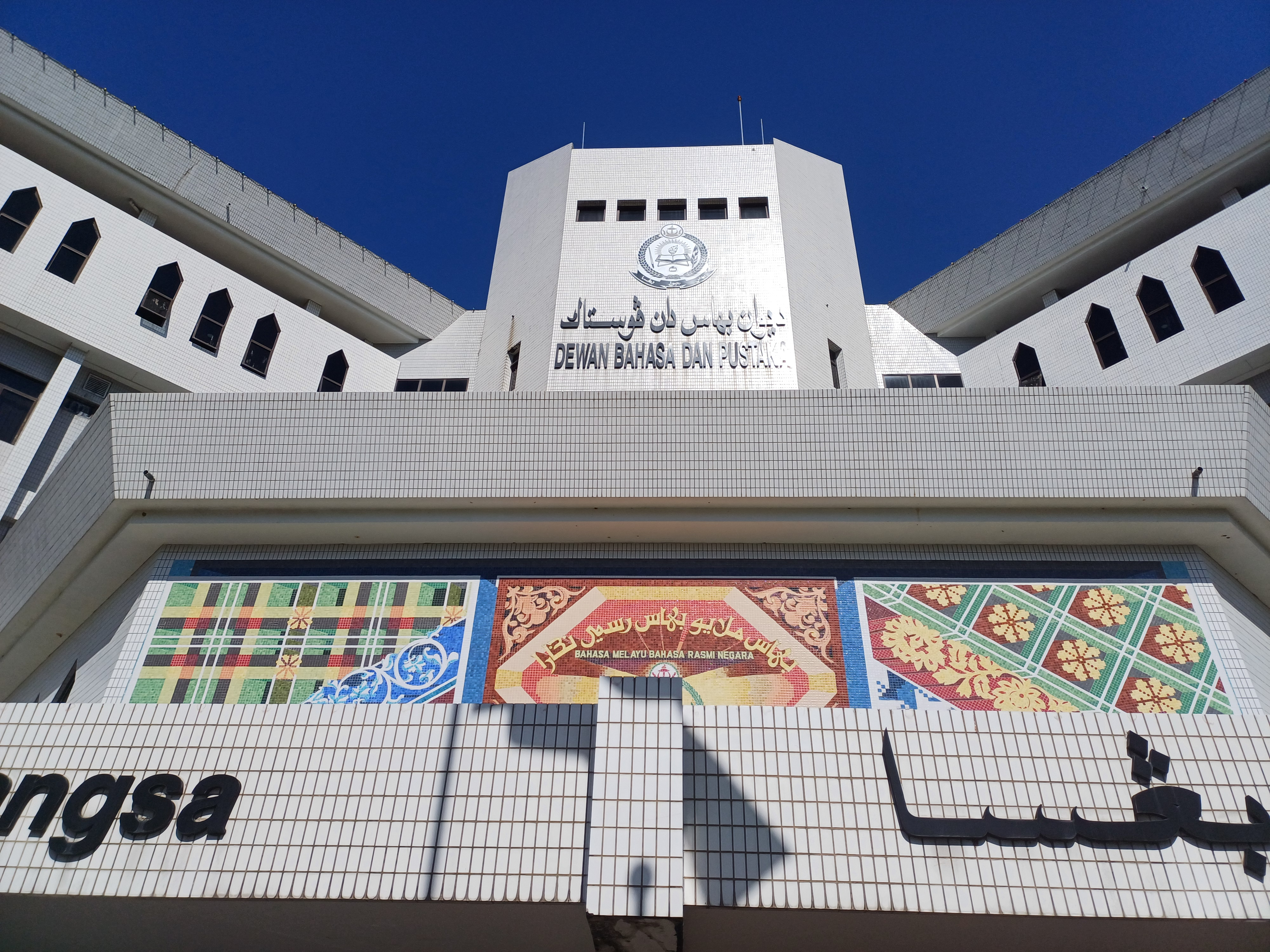
Siedziba Dewan Bahasa dan Pustaka Brunei

Dewan Bahasa dan Pustaka Brunei (DBP) – gremium państwowe Brunei zajmujące się rozwojem oraz propagacją literatury i języka malajskiego, badaniami kulturowymi oraz dokumentacją i publikacją lokalnych dzieł literackich. Instytucja wydaje słownik Kamus Bahasa Melayu Brunei (pierwsze wydanie w 1991).
Instytucja została założona 19 kwietnia 1960 r. pod nazwą Lembaga Bahasa.